# 式守錦太夫 (6代)
6代 式守 錦太夫（ろくだい しきもり きんだゆう、? - 1945年3月17日 ）は、大相撲の元十両格行司。本名、後藤 清。松翁20代木村庄之助は師匠であり、養父であった。

## 概要
1924年初場所、式守清で初土俵。
1933年5月、木村清に改名し、1934年5月、木村庄次郎に改名。
1941年1月、6代式守錦太夫を襲名し、十両格昇進。
しかし、1944年頃、赤紙が届き、応召。硫黄島の戦いに参戦し、1945年3月17日、戦死。

## その他
松翁死去から2年後に出版された『国技勧進相撲』に「父松翁の俤」と題する手記を書いた。